# Espace urbain de Cosne-Cours-sur-Loire
Cet article court présente un sujet plus développé dans : Espace urbain.
L’espace urbain de Cosne-Cours-sur-Loire est un espace urbain français centré sur la ville de Cosne-Cours-sur-Loire dans la Nièvre. C'était, en 1999, le 86e des 96 espaces urbains français par la population, il comportait alors huit communes.